# 鲁甸乡
鲁甸乡，是中华人民共和国云南省丽江市玉龙纳西族自治县下辖的一个乡镇级行政单位。

## 行政区划
鲁甸乡下辖以下地区：
鲁甸村、新主村、太平村、安乐村和杵峰村。